# Nett Lake (condado de St. Louis, Minnesota)
Nett Lake es un territorio no organizado ubicado en el condado de St. Louis en el estado estadounidense de Minnesota. En el Censo de 2010 tenía una población de 319 habitantes y una densidad poblacional de 3,48 personas por km².

## Geografía
Nett Lake se encuentra ubicado en las coordenadas 48°5′5″N 93°3′38″O / 48.08472, -93.06056. Según la Oficina del Censo de los Estados Unidos, Nett Lake tiene una superficie total de 91.76 km², de la cual 82.04 km² corresponden a tierra firme y (10.59%) 9.72 km² es agua.

## Demografía
Según el censo de 2010, había 319 personas residiendo en Nett Lake. La densidad de población era de 3,48 hab./km². De los 319 habitantes, Nett Lake estaba compuesto por el 1.57% blancos, el 0.94% eran afroamericanos, el 93.73% eran amerindios, el 0% eran asiáticos, el 0% eran isleños del Pacífico, el 1.25% eran de otras razas y el 2.51% pertenecían a dos o más razas. Del total de la población el 5.64% eran hispanos o latinos de cualquier raza.